# 켈트 국가

켈트 육국은 현대 켈트족의 마음의 고향으로 여겨진다

켈트 국가(영어: Celtic nations)란 켈트족의 문화를 공유하는 지역, 구체적으로는 켈트어를 사용하는 사람들이 분포하는 지역을 말한다. 
켈트족의 후손들은 20세기 중엽부터 자신들의 정체성을 적극 표현하기 시작했다. 시간이 지나고 이들 지역에는 켈트 국가라는 이름이 붙었다. 그러나 이는 문화적 소속감을 나타내는 것이지 정치적으로 독립된 국가를 의미하는 것은 아니다. 이러한 켈트 문화를 공유하는 지역들을 켈틱 벨트(Celtic belt/Celtic fringe)라고 부르며 주로 북서부 유럽에 존재한다. 켈틱 벨트에 속하는 지역은 아일랜드, 스코틀랜드, 웨일스, 콘월, 맨섬, 프랑스의 브르타뉴반도 등이 포함된다. 다만 켈트인들 자신은 켈틱 벨트란 말을 경멸적으로 받아들이기도 하며, 스스로는 켈트 국가(Celtic Nations)이란 표현을 선호한다.
한때 브리튼섬 전역이 켈트족의 영역이었으며, 로마 제국은 영국을 브리타니아라고 불렀다. 브리타니아의 Brits-은 원래 켈트 계열의 용어였으나, 점차 앵글로색슨족 계열의 영국이 대영(Great Britain)이라 불리게 되면서 오늘날에는 켈트어원은 거의 의식되지 않고 오히려 북아일랜드 구교도들에 의해 영국인(잉글랜드인을 중심으로 한)에 대한 경멸 표현으로 쓰일 정도다.

## 켈트 육국
켈트 국가는 이하의 여섯 국가와 지역으로 구성된다.
- 스코틀랜드
- 아일랜드
- 맨섬
- 웨일스
- 콘월주
- 브르타뉴

## 같이 보기
- 범켈트주의